# Najwan Darwish

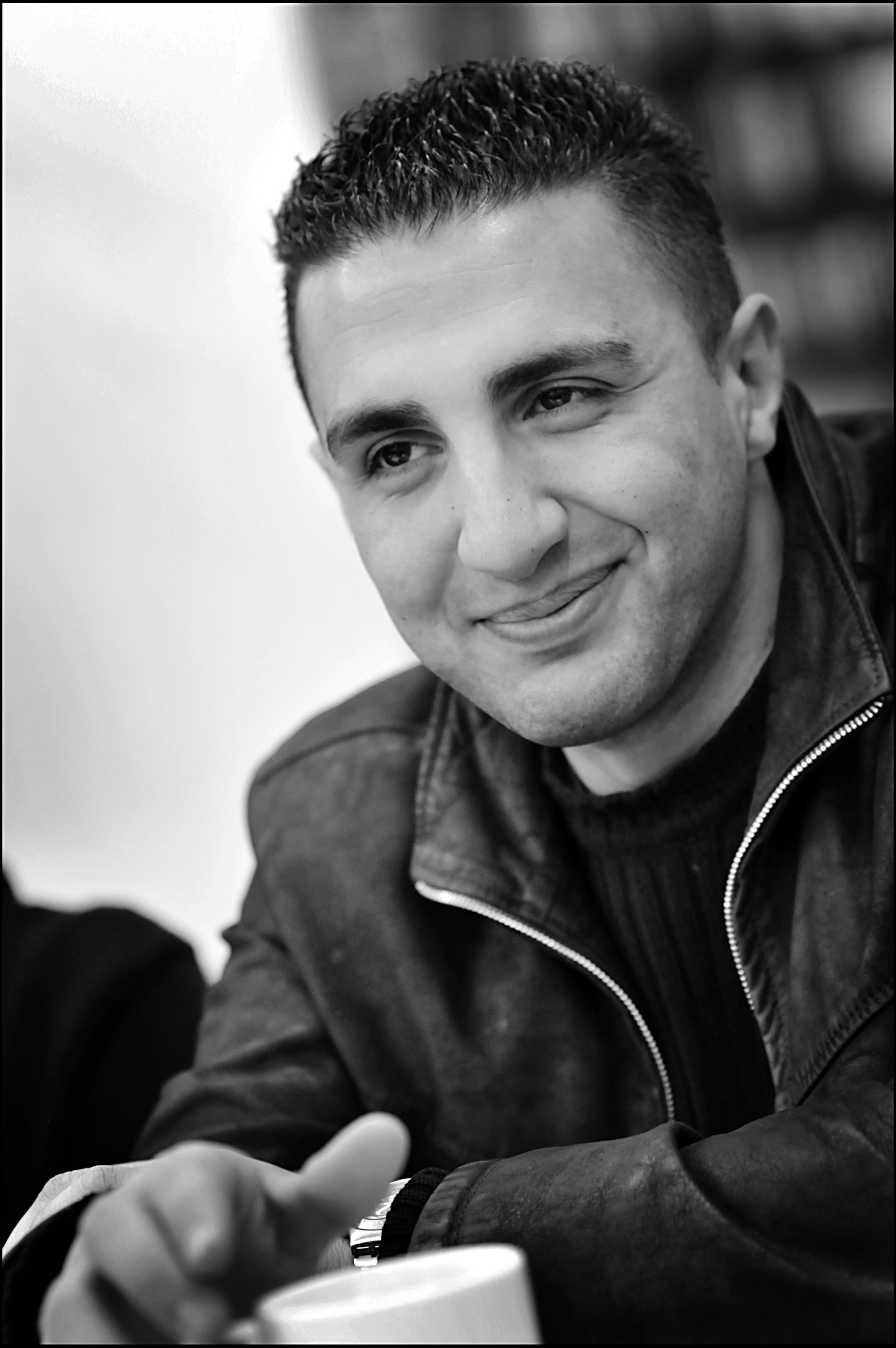
Portrait of Najwan Darwish by Véronique Vercheval

Najwan Darwish (arabiska: نجوان درويش), född 1978 i Jerusalem, är en palestinsk poet och journalist.
Darwish, som skriver lyrik på arabiska, gav ut sin första bok 2000, och har publicerats i ett flertal antologier. Hans lyrik har även översatts till spanska, franska och engelska, och han var en av de 39 arabiska författare under 40 år som valdes ut till antologin Beirut 39, huvudprojektet när Beirut var Unescos bokhuvudstad 2009. Darwish är även redaktör på Min wa Ila ("Från och till"), en kulturtidskrift som publicerar unga arabiska författare.